# Huyền Vũ, Nam Kinh
Huyền Vũ (tiếng Trung: 玄武区, Hán Việt: Huyền Vũ khu) là một quận của thành phố Nam Kinh (南京市), tỉnh Giang Tô, Cộng hòa Nhân dân Trung Hoa. Quận này có diện tích 80,97 km², dân số thường trú 463.000 người. Quận Huyền Vũ có 8 nhai đạo. Huyền Vũ nằm ở đông bắc Nam Kinh, là nơi đóng trụ sở chính quyền Nam Kinh.